# Miengo
Miengo is een gemeente in de Spaanse provincie Cantabrië in de regio Cantabrië met een oppervlakte van 25 km². Miengo telt 4.741 inwoners (1 januari 2016).

## Demografische ontwikkeling
Bron: INE; 1857-2011: volkstellingen